# Літній час

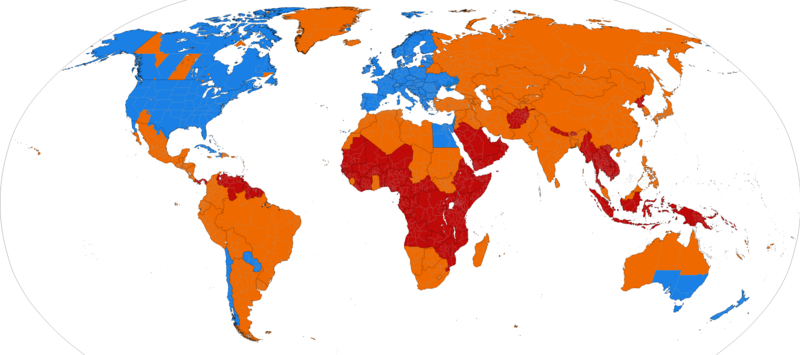
Перехід на літній час у світі
Використовують зараз
Скасований
Ніколи не використовували

Лі́тній час (відомий також як Daylight Saving Time (DST), згідно з його назвою в американському варіанті англійської мови) — місцевий час, який встановлюється на певній території на літній період року. Зазвичай є більшим на годину від стандартного часу, прийнятого на цій території (який іноді некоректно називають «зимовим»).

## Загальні відомості
Зміна часу має на меті спричинити ефективніше використання денного світла. Його назва в американському варіанті англійської мови — англ. Daylight Saving Time (абревіатура DST) — буквально й означає «час збереження денного світла». Відтак міжнародні назви часових поясів Північної Америки, Австралії та Нової Зеландії у період дії літнього часу включають слово «daylight» замість «standard», з відповідною заміною літери в абревіатурі (наприклад англ. Central Standard Time → англ. Central Daylight Time (CST → CDT). Така назва сезонного часу може бути відповіднішою реальній ситуації, адже у ряді країн літній час діє не лише влітку, а й навесні та восени (наприклад, у Північній Америці він триває 34 тижні, що лишає для стандартного лише 18-19 тижнів у році). З іншого боку, у багатьох країнах час, який випереджає поясний, діє цілорічно, навіть узимку. Теоретично він також є «часом збереження денного світла», але його майже завжди фіксують як новий стандартний час. При цьому також може використовуватися й літній час, який вже на дві години випереджатиме поясний. Також денне світло можна зберігати не лише ввечері, а й уранці, тобто переводити стрілку годинника назад відносно поясного (зимовий час).
У Європі та Південній Америці поширенішим є термін «літній час». Його застосовують до будь-якого сезонного зміщення на годину вперед, незалежно від термінів і тривалості. Міжнародні назви часових поясів у цей період змінюються шляхом додавання слова «summer», «літній» (наприклад, англ. Eastern European Time (EET) → англ. Eastern European Summer Time (EEST), східноєвропейський час → східноєвропейський літній час).
В українській мові обидві назви сезонного часу перекладаються однаково — літній час. Терміни дії літнього часу в Україні вводяться відповідно до рекомендацій Європейської економічної комісії ООН для гармонізації відліку часу на території всієї Європи і довколишніх країн. Перехід на літній час (тобто переведення годинника на годину вперед) в Україні здійснюється в останню неділю березня о 03:00 годині, а перехід на стандартний час (тобто переведення годинника на годину назад — повернення до звичайного часу) — в останню неділю жовтня о 04:00 годині.
Згідно з дослідженнями, після переходу на літній час або з літнього часу організм людини звикає до нового часу протягом двох тижнів.

## Мета запровадження літнього часу, аргументи за і проти
Вигідність запровадження літнього часу зумовлено традицією значно зміщувати час сну відносно темного часу доби: людина прокидається зазвичай на початку світлового дня або невдовзі перед світанком, а лягає спати значно пізніше, ніж заходить Сонце. Зсунувши влітку час людської активності на годину назад, отримуємо додаткове світло, а отже, економію електроенергії ввечері, але не втрачаємо нічого вранці.
Взимку такий ефект не спостерігаємо, бо тоді Сонце сходить пізніше за звичний час пробудження людей, і те, що зекономимо ввечері, втратимо вранці. Тож виникає два способи запровадження літнього часу: або вводити його лише на літній період, або залишати такий зміщений на годину час протягом усього року (в останньому випадку такий час не називається літнім; іноді його називають «декретним»; детальніше про такий час буде згадано нижче). Другий спосіб міг би здатися доцільнішим, оскільки він не вимагає щорічних клопотів з переведенням годинників; але тоді виникає недолік: узимку треба прокидатися задовго до сходу Сонця. Отже, питання зводиться до того, що вважати шкідливішим і проблемнішим: переведення годинника двічі на рік чи занадто раннє пробудження взимку. Також слід зазначити, що цілорічну дію зміщеного часу можна замінити зміщенням традицій щодо часу сну, чого можна досягти встановленням більш ранніх годин роботи в усіх організаціях.
Існує ще один аргумент проти літнього часу: зараз освітлення не становить вагомої частки у структурі витрат електроенергії, особливо після широкого запровадження енергоощадних ламп; суттєвіше впливають всілякі електроприлади, використання яких не залежить від сонячного світла.
Деякі науковці наголошують, що сезонне переведення годинника погано впливає на здоров'я людей. Особливо зміна часу може впливати на людей, які мають проблеми з артеріальним тиском або хворе серце.

## Походження й історія

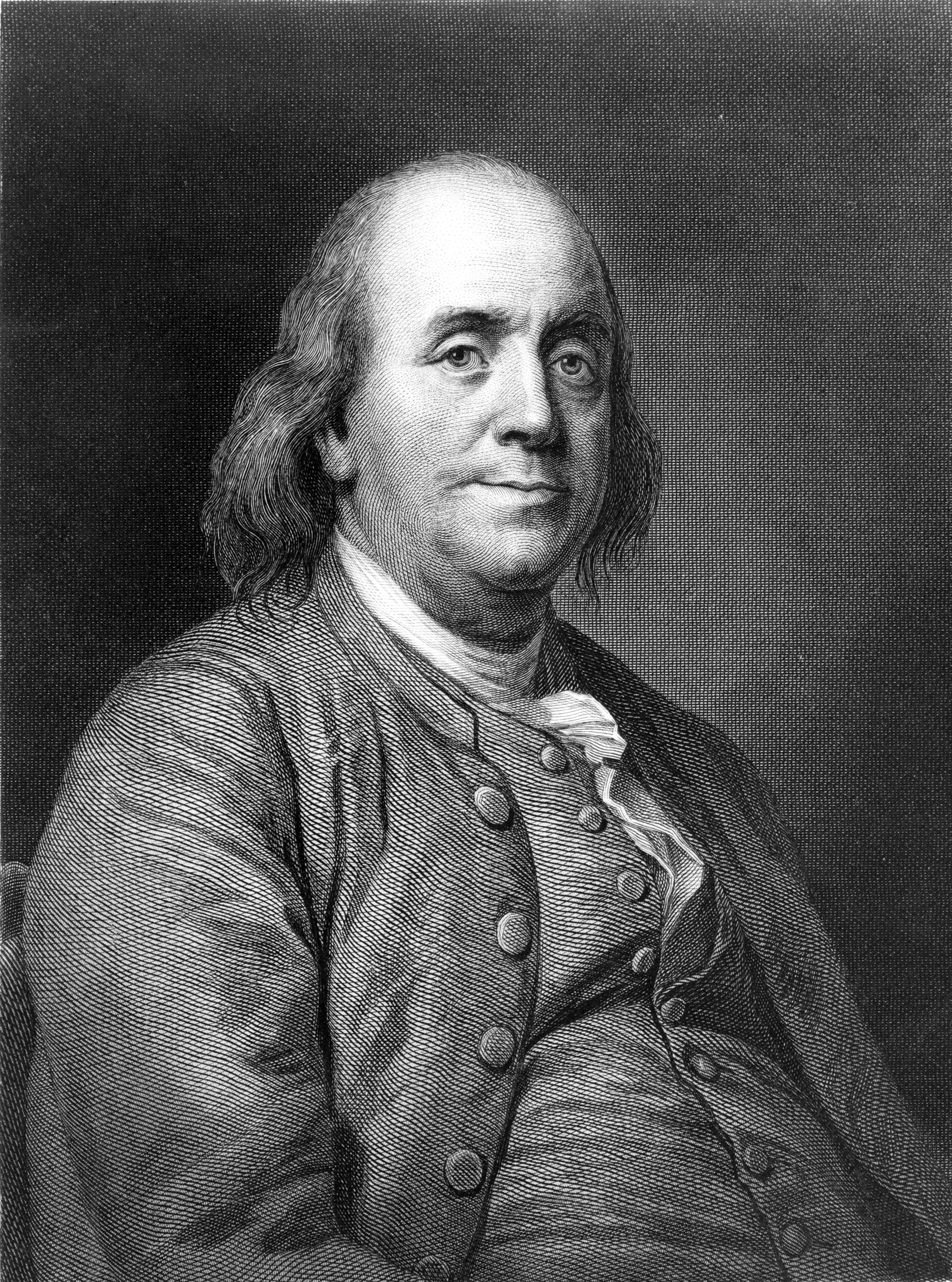
Бенджамін Франклін (1783)

Першим ідею літнього часу запропонував Бенджамін Франклін, присвятивши їй окрему публікацію (1784).
Вдруге цю проблему порушив британець Вільям Віллет (архітектор із Числгерста, графство Кент) у своїй брошурі Waste of Daylight («Марна витрата денного світла», 1907).
За словами британського письменника Тоні Френсіса, думка про користь зміни часу осяяла Віллета, коли він раннього літнього ранку прогулювався верхи на коні. Віллет помітив, що віконниці багатьох будинків замкнені. «Яке марнування денного світла!» — мабуть, подумав він і почав у британському парламенті кампанію за ухвалення закону про зміну часу. Переводячи навесні та влітку годинники на 80 хвилин вперед (4 рази по 20 хвилин), а восени — назад, люди мали б увечері більше денного світла. Але, попри існування поважного лобі в уряді Британії, цю ідею тоді втілити не вдалося.
Король Едвард VII не став чекати рішення парламенту. Він оголосив, що в його королівському маєтку Сандрінґем (площа — 7900 га) всі переходять на літній час. Згодом король запровадив такі самі зміни у маєтках Віндзорі та Балморалі. Таким чином, вперше годинникову стрілку перевели у Великій Британії 1908 року.

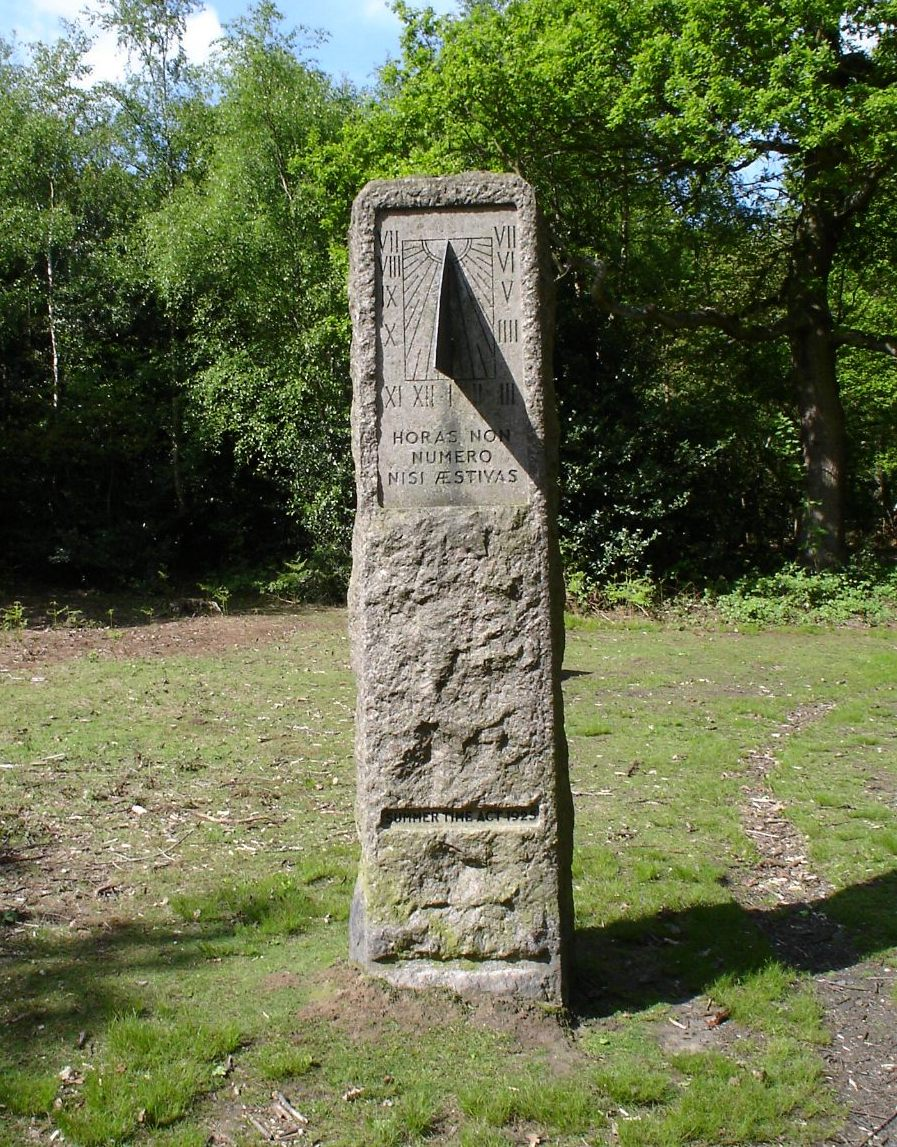
Пам'ятник Вільяму Віллету, «невтомному поборнику літнього часу». Напис латиною: «Не рахую годин, якщо це не літні години»

Але справжніми піонерами запровадження літнього часу стали Німеччина й Австро-Угорщина, що торкнулося Закарпаття, Галичини, Буковини і Волині. Під час Першої світової війни, 30 квітня 1916 року тут пересунули стрілки годинників на годину вперед, а 1 жовтня 1916 року — на годину назад. Невдовзі такі ж зміни запровадила Велика Британія. 19 березня 1918 року Конгрес США запровадив поділ на часові пояси й застосування на період війни літнього часу — з метою заощадження палива, що його використовують для генерації електричного струму. Після певної перерви 1966 року Конгрес ухвалив Uniform Time Act, вперше запровадивши літній час у мирний період.
У Росії перехід на літній час вперше відбувся 1917 року.
Розпорядженням Державного Секретаріату Військових Справ від 6 квітня 1919 року впроваджувався літній час в Українській Армії і на всій українській території з 13 квітня по 14 вересня, починаючи з 13 квітня 1919 року.
З 1930 року зміщений на годину час почали застосовувати на території СРСР цілий рік, називаючи такий час «декретним».
З 1981 року запровадили сезонні відмінності між літнім і «зимовим» часом, без скасування «декретного», внаслідок чого літній час відрізнявся від поясного на цілих 2 години.
У 1990 році «декретний» час скасували на території УРСР. Що ж до сезонних відмінностей часу, то протягом кількох років в Україні їх то вводили, то скасовували, але зрештою зупинилися на схемі, коли розрізняють літній і «зимовий» часи, але ще одна «декретна» година не передбачена. Зараз перехід на літній час і повернення до стандартного часу відбувається відповідно до постанови уряду від 1996 року «Про порядок обчислення часу на території України», яка встановлює, що стрілки годинників щороку переводять вперед в останню неділю березня о 03:00 та назад — в останню неділю жовтня о 04:00. Ця постанова втратить чинність після переведення годинників у жовтні 2024 року (див. нижче).
Натомість у Росії «декретний» час не скасовували, але на сучасних картах поясного часу факт його наявності трактується просто як належність території до східнішого поясу; згодом у Росії скасували сезонні зміни часу.
Зараз літній час застосовують у 71 країні світу, зокрема майже в усіх країнах Європи (винятками є Білорусь, Ісландія, а також ті європейські держави, більшість території яких знаходиться в Азії).

### Зміни дати переходу
У європейських країнах протягом багатьох років існували різні дати переходу, що варіювалися в межах навіть двох-трьох місяців. Наприкінці 1970-их років, коли більшість країн континенту стали регулярно вводити літній час, почала складатися тенденція до уніфікації. До 1980 року включно поширененим графіком був «перша неділя квітня — остання неділя вересня». Надалі періоди дії літнього часу розширювалися: у 1981 році — на один тиждень навесні (від останньої неділі березня), у 1996 — на чотири-п'ять тижнів восени (до останньої неділі жовтня). У Радянському Союзі (частиною якого тоді була Україна) початково (з 1981 року) датою переходу на літній час було 1 квітня, а датою повернення на стандартний час — 1 жовтня. Згодом (у 1984) визнали, що адаптуватися до часових змін зручніше у вихідні дні, тому ці події перенесли відповідно на останню неділю березня та останню неділю вересня. З 1996 року пострадянські країни, які не відмовилися від літнього часу, за рекомендацією Європейської економічної комісії ООН, період дії літнього часу продовжили до останньої неділі жовтня.
Поза межами Європи бувають різні традиції щодо дати переходу до літнього часу і назад. У країнах Північної Америки період дії літнього часу значно розширився з початкового варіанту: до 1950 років літній час вводився останньої неділі квітня, скасовувався останньої неділі вересня, після — осінній перехід став відбуватися останньої неділі жовтня, з 1987 літній час став починатися першої неділі квітня, з 2007 діє чинний графік з другої неділі березня до першої неділі листопада. Австралія та Нова Зеландія, розташовані у Південній півкулі, мають дещо коротший період дії літнього часу, що починається невдовзі після весняного рівнодення (в останню неділю вересня у Новій Зеландії і першу неділю жовтня в Австралії), а закінчується невдовзі після осіннього рівнодення — у першу неділю квітня. До 2008 року цей період був ще коротший. На чотири тижні — з 20 грудня по 17 січня — вводився літній час на Фіджі у сезоні 2020/21. У Чилі ж лише зимові місяці (від середини травня до середини вересня) у 2016—2018 роках були без літнього часу.

## Скасування переведення годинників в Україні

### Перша спроба скасування
20 вересня 2011 року постановою Верховної Ради України було скасовано повернення на стандартний час, тобто вирішено залишити постійним той час, який був літнім (1 година вперед щодо 2-го часового поясу; інакше кажучи, було вирішено використовувати в Україні час 3-го часового поясу і не робити щорічних переведень годинників).
Це викликало невдоволення в західній частині України, зумовлене поясненим вище недоліком щодо занадто раннього пробудження, адже там сонячний час різко відрізняється від 3-го часового поясу. Висловлювалися думки, що такий час зашкодить перш за все дітям, що відвідують школи та дитсадки. 14 жовтня 2011 року на пленарному засіданні 8-ї сесії Ужгородської міської ради депутати прийняли рішення, згідно з яким рекомендовано починати роботу підприємств, установ та організацій в обласному центрі на годину пізніше, що мало б нейтралізувати негативні наслідки рішення Верховної Ради.
18 жовтня 2011 року, після критичних виступів частини громадськості, Верховна Рада України визнала вищезгадану постанову такою, що втратила чинність, та запропонувала Кабінету Міністрів України протягом одного місяця внести на розгляд Верховної Ради України проєкт закону щодо порядку обчислення часу на території України. У постанові не уточнювалося, яким має бути цей порядок.
Згодом з'явилися припущення, що в Україні скасують переведення годинників, залишаючи постійним стандартний час другого часового поясу. У 2012 р. цього не зробили, причому наводилися пояснення, що наявність літнього часу буде зручнішою для проведення Євро-2012. Проте рішення так і не було прийнято у строки, які дозволили б не переходити на літній час у березні 2013 р.
Слідом за Україною 26 жовтня 2011 року аналогічний указ скасував президент самопроголошеної Придністровської Молдавської Республіки Ігор Смирнов.
3 березня 2021 року, Верховна Рада України в першому читанні ухвалила законопроєкт «Про обчислення часу в Україні», однак 19 березня за нього проголосували лише 212 депутатів.
24 березня 2021 року, Кабінет Міністрів України знову відмовився розглядати питання про скасування літнього часу.

### Друга спроба скасування
16 липня 2024 року Верховна Рада України законодавчо скасувала переходи на «літній» та «зимовий час». Проте законопроєкт не був ні підписаний, ні заветований Президентом України. 24 жовтня 2024 року зі ЗМІ стало відомо, що Президент не має наміру його підписувати.

#### Думка наукової спільноти
Фахівці Національної академії наук України підтримали остаточний перехід на середньоєвропейський час.
Натомість Академія наук вищої школи України звернулася до президента Володимира Зеленського із закликом накласти вето на закон про скасування переходу на літній час. Зокрема, у зверненні Академії зазначено, що провідні держави світу далі практикують переведення годинникових стрілок на годину в літні місяці з причин зменшення енергетичних витрат на освітлення. Це актуально та зафіксовано у рекомендаціях Європейської економічної комісії ООН.

## Сучасність
Дивись також: Літній час у світі
Станом на 2024 рік 71 незалежна держава (включно з Ватиканом та Палестиною) переводять щороку годинник вперед і назад.

### Європа
27 країн ЄС та 22 інші країни континенту (загалом 49) вводять літній час останньої неділі березня та скасовують останньої неділі жовтня. Частина з них мають у складі заморські території, які мають інші графіки зміни часу або не мають сезонних змін часу. Ірландія де-юре має зимовий час, а не літній (див. нижче).

### Близький Схід
4 країни регіону (Ізраїль, Ліван, Палестина, Єгипет) мають близькі до європейських терміни дії літнього часу: днем зміни є остання п'ятниця або неділя березня і жовтня. Восени 2022 року Сирія та Йорданія вирішили залишитися на постійному літньому часі, що фактично відповідає зміні часового поясу і припинення сезонних змін часу. До 2022 року включно також Іран вводив літній час — з 21 або 22 березня до 21 або 22 вересня. Єгипет поновив використання літнього часу з 2023 року.

### Північна Америка
8 країн континенту — Канада, США, Ґренлaндія, Сен П'єр і Мікелон, Багамські острови, Гаїті та Куба, а також прикордонні муніципалітети Мексики — вводять літній час другої неділі березня, відміняють першої неділі листопада. Мексика відмовилася від переходу на літній час після 2022 року. Аналогічні плани мають Сполучені Штати, проте передбачається залишення постійного літнього часу.

### Південна Америка
Лише Чилі має сезонні зміни часу. Літній час діє на більшій частині території від першої неділі вересня до першої неділі квітня. Параґвай залишився на постійному літньому часі з жовтня 2024 року, що рівнозначно зміні стандартного часу.

### Австралія та Океанія
2 країни регіону мають перехід на літній час. Південно-східні штати (а також Норфолк) Австралії: з першої неділі жовтня до першої неділі квітня. Нова Зеландія: з останньої неділі вересня до першої неділі квітня. До 2021 року літній час протягом кількох років застосовувався на території Самоа та Фіджі.

### Африка
Тільки одна з країн континенту переходить на літній час. Єгипет повернувся до змін часу в 2023 році після 8 років перерви. Проте Марокко має зміну часу на період священного місяця Рамадан (яку можна було б назвати «зимовим часом», оскільки час зміщується назад, але Рамадан може бути в усі сезони). Годинник переводиться назад в останню неділю перед Рамаданом (місяць Шаабан) і знову вперед — у першу неділю після нього (місяць Шавваль ісламського календаря). Час у Марокко після змін 2018 року часто називають «постійним літнім часом», у такому випадку країна під час Рамадану, точніше на 5-6 тижнів, повертається до стандартного часу. До 2018 року Марокко мало чотири зміни часу на рік.

## Зимовий час
У засобах масової інформації часто можна зустріти фразу «перехід на зимовий час», під якою слід розуміти щорічне повернення до стандартного поясного часу. Таке формулювання є не зовсім точним. Правильніше називати цей час стандартним; як правило, він є географічно більш виправданим для відповідної місцевості, ніж літній час. А «зимовий час» — поняття окреме. Воно передбачає переведення стрілки годинника восени на годину назад відносно стандартного часу з обов'язковим поверненням навесні.

### Чехословаччина (1946/47)
У Чехословацькій республіці взимку 1947 року застосували зимовий час — від 1 грудня 1946 до 23 лютого 1947 роки стрілки годинників пересунули на годину назад щодо середньоєвропейського часу (тобто у протилежному напрямку, ніж літній час). Варто зазначити, що того ж року в Чехословаччині використовувався і літній час. Це означає, що при фактичному розташуванні країни у першому поясі, у липні 1946 року там діяв час UTC+2 (літній час), у листопаді — UTC+1 (стандартний час), а в грудні — UTC+0 (зимовий час). Закон, що надає уряду право вводити зимовий час, не був скасований, проте після 1947 року зимовий час не вводився.

### Ірландія
Де-юре Республіка Ірландія щороку має перехід на зимовий час. Річ у тім, що у 1968 році було прийнято Закон про стандартний час, що визначав таким «час на годину раніше від середнього часу за Гринвічем протягом року», тобто UTC+1. У 1971 році до нього були внесені поправки, що вводили поняття зимового часу (winter time) — середній час за Гринвічем. У сезоні 1971/72 зимовий час діяв від 31 жовтня по 19 березня. Надалі періоди зміни часу був синхронізований з Великою Британією, а згодом — і з Європою. Фактично це дає той самий ефект, що й введення літнього часу для інших країн, адже стандартний час Ірландії майже на півтори години зміщений відносно її поясного часу, а перехід на зимовий час зменшує це зміщення до півгодини.

### Намібія (1994—2017)
Після здобуття у 1990 році незалежності від Південно-Африканської республіки Намібія продовжувала використовувати той самий час UTC+2, хоча географічно країна знаходиться у першому поясі. У 1993 році з метою забезпечити більше світла у ранкові години у зимовий період, передусім, щоб діти не йшли до школи у темряві, було прийнято рішення про зимовий час, що відповідав UTC+1. Вперше його запроваджено у березні 1994 року. Надалі зимовий час діяв від першої неділі квітня до першої неділі вересня. Зимовий час не вводився у регіоні Замбезі на північному сході країни, тож у зимовий період Намібія мала два часових пояси. У жовтні 2017 року зимовий час було скасовано через незручності для торгівлі з ПАР.

### Болівія (2009)
2009 року в Болівії також планувалося ввести зимовий час переведенням стрілки годинника на одну годину назад відносно стандартного часу (з UTC-4 на UTC-5). Такий намір пояснювався бажанням убезпечитися від зимової епідемії застудних захворювань, адже при зимовому часі сонце сходило б раніше і до виходу людей вранці на роботу/навчання повітря встигало більше прогрітися.

## Цікаві факти
- Ситуація, коли годинник переводять назад, може спричинити незручності не тільки для громадського транспорту: американець Пітер Сіріолі, який народився о 01:32 ночі EDT 4 листопада 2007 року, офіційно є на 26 хвилин молодшим за свою сестру Елісон, яка з'явилася на світ на 34 хвилини пізніше, о 01:06 EST[21].
- Тривалий час дата переведення годинників у США передувала популярному святу Хелловіну. Дітям доводилось збирати цукерки вже в темну пору доби, і це збільшувало кількість аварійних ситуацій у 4 рази в порівнянні з попередніми ночами. Саме тому, 2006 року, у США ухвалили рішення переводити стрілки годинника на тиждень пізніше — в першу неділю листопада. Однак на початку це не виправило ситуації, адже діти й далі чекали сутінків, щоб піти збирати цукерки. Тільки через декілька років кількість аварій у цю святкову ніч знизилась[22].
- 2019 року Європарламент 410 голосами проти 192 підтримав рішення про скасування переведення годинників з 2021 року,[23][24] але ці плани поки що не реалізовані. Кожна країна Європейського Союзу самостійно вирішуватиме, за яким часом — зимовим чи літнім — їй краще жити. Наразі Європейський Союз, так само як і Україна, переводить годинники в березні та жовтні.